# Pervagor
Poisson-lime
Genre
Synonymes
- Parvagor[2]

Pervagor est un genre de poissons tetraodontiformes de la famille des Monacanthidae (« monacanthes » ou « poissons-limes »).

## Liste d'espèces
Selon World Register of Marine Species (16 mai 2016) :
- Pervagor alternans (Ogilby, 1899)
- Pervagor aspricaudus (Hollard, 1854)
- Pervagor janthinosoma (Bleeker, 1854)
- Pervagor marginalis Hutchins, 1986
- Pervagor melanocephalus (Bleeker, 1853)
- Pervagor nigrolineatus (Herre, 1927)
- Pervagor randalli Hutchins, 1986
- Pervagor spilosoma (Lay & Bennett, 1839)

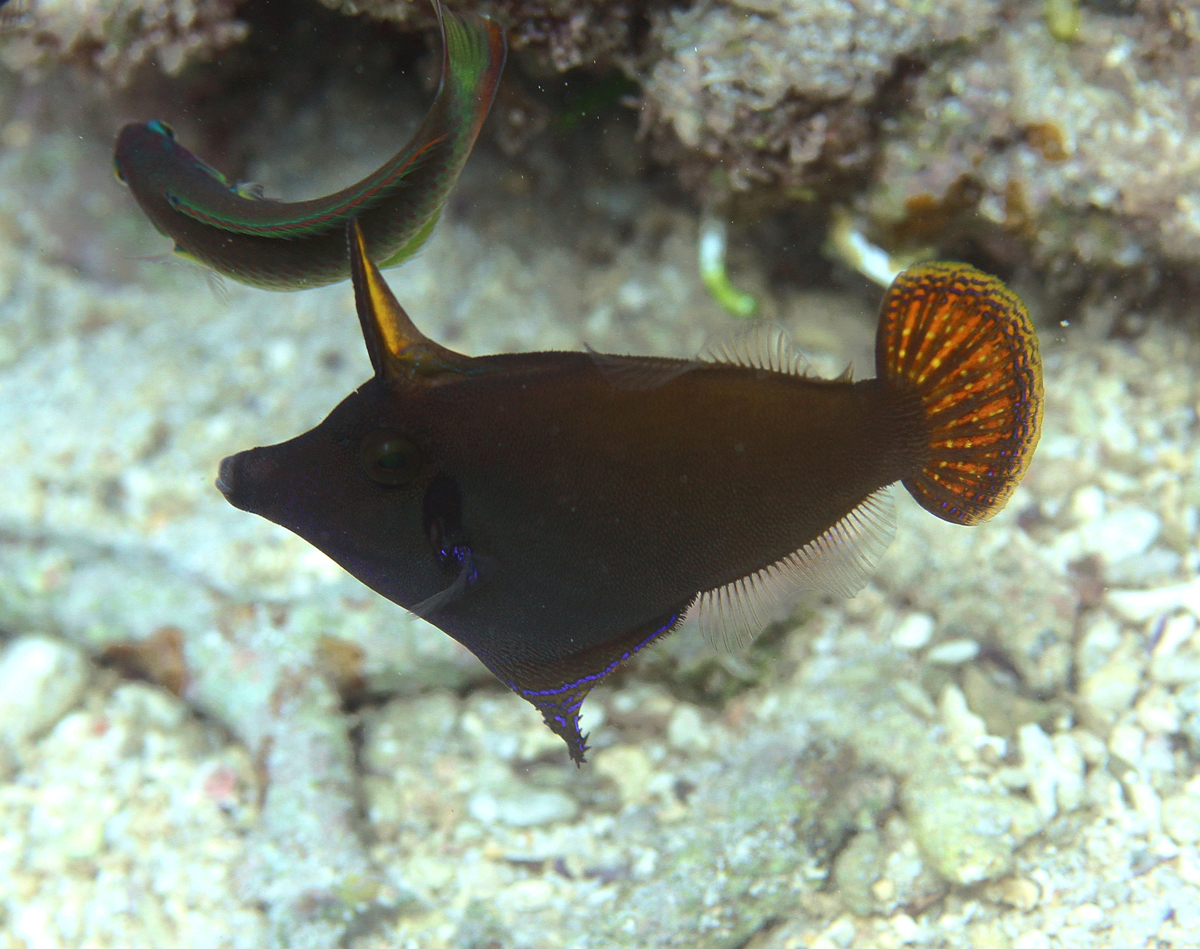
Pervagor janthinosoma
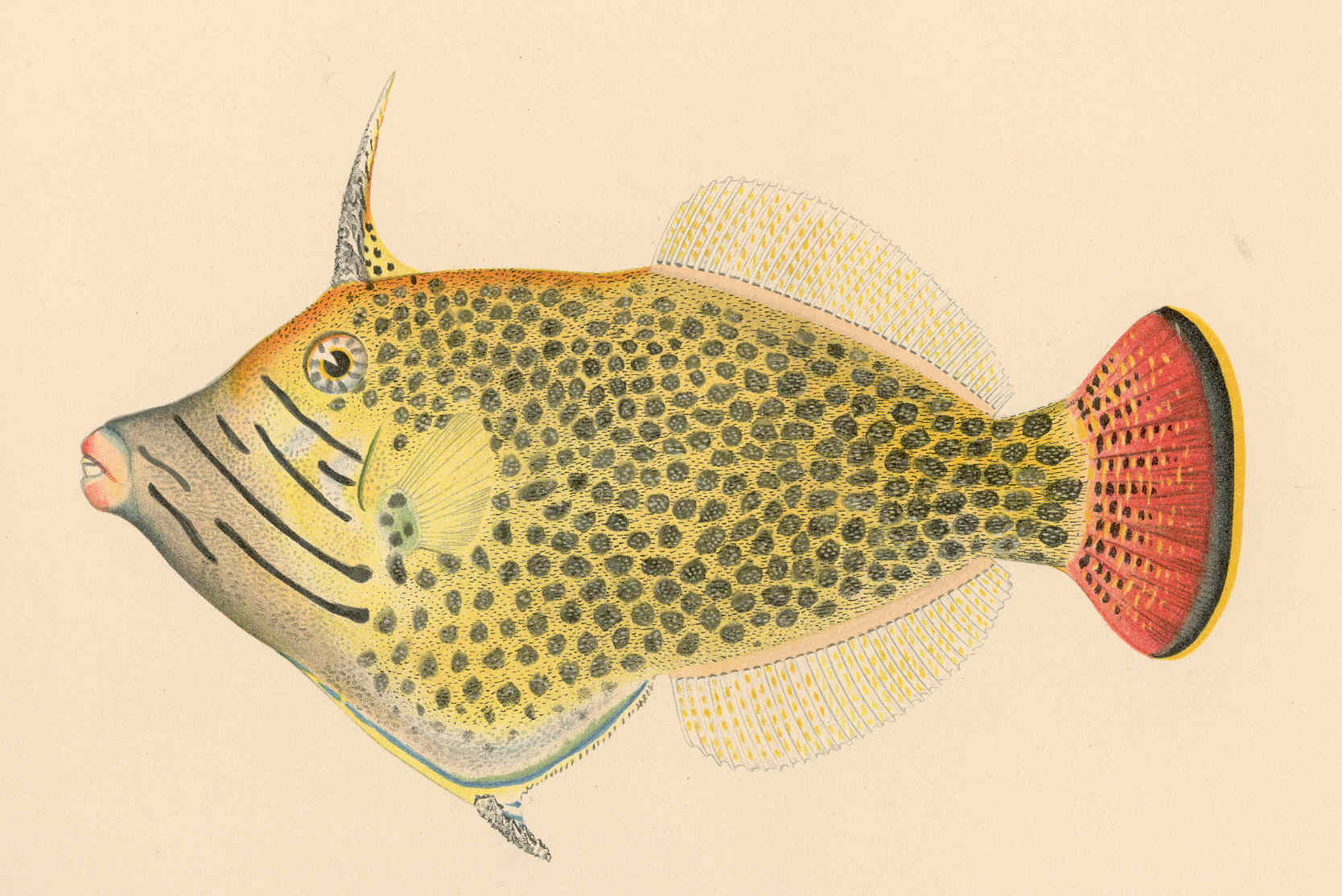
Pervagor spilosoma